# Unison (VHS)
Unison è il primo home video dell'artista canadese Céline Dion, pubblicato su VHS il 2 luglio 1991.

## Descrizione
Include i video del suo primo album anglofono Unison. Include l'interpretazione live inedita di Calling You, cover di Javetta Steele poi inserita nell'album live À l'Olympia, ed una nuova versione del successo della Dion "Where Does My Heart Beat Now", (la versione canadese black and white mixata con quella delle interpretazioni negli USA), più interviste esclusive di Céline a casa sua.
Tre video ("Délivre-moi", "Have a Heart", e "Calling You") sono stati filmati durante l'Unison Tour al Winter Garden Theatre di Toronto, in Canada e parte dello speciale TV del 1991 sul canale MusiMax.
Negli USA è stata inclusa la versione statunitense di "(If There Was) Any Other Way" del 1991, in Canada quella canadese del 1990. La VHS è stata realizzata in francese e inglese, con interviste simili nelle due lingue.
Non è ancora stato pubblicato su DVD.
Ha ottenuto il disco d'oro in Canada per aver venduto più di 50 000 copie.

## Tracce
1. "Where Does My Heart Beat Now" (special version)
2. "(If There Was) Any Other Way"
3. "The Last to Know"
4. "Délivre-moi" (live)
5. "Have a Heart" (live)
6. "Calling You" (live)
7. "Unison" (single mix with rap)